# Графская (станция)
Графская — узловая железнодорожная станция Лискинского региона Юго-Восточной железной дороги на двухпутном электрифицированном участке Грязи-Отрожка, направление Москва-Юг. Расположена в посёлке Краснолесный (Железнодорожный район Воронежа).

## Описание
Станция является узловой. От северной горловины отходит однопутная электрифицированная линия в Рамонь, от южной горловины отходит однопутная неэлектрифицированная линия в Анну.

## Деятельность
По станции возможен приём-выдача небольших грузовых отправлений с подъездных путей. Основной грузооборот составляют транзитные поезда, а также поезда, следующие из Рамони и Анны. Также по станции останавливаются некоторые пассажирские поезда дальнего следования и пригородные поезда. Стоянка пассажирских поездов составляет, как правило, 2-3 минуты, электропоездов — от 1 минуты до 15-20 минут.

## Поезда дальнего следования
| Круглогодичное обращение поездов | Круглогодичное обращение поездов | Круглогодичное обращение поездов | Круглогодичное обращение поездов |
| № поезда                         | Маршрут движения                 | № поезда                         | Маршрут движения                 |
| -------------------------------- | -------------------------------- | -------------------------------- | -------------------------------- |
| 37                               | Воронеж — Санкт-Петербург        | 38                               | Санкт-Петербург — Воронеж        |

| Сезонное обращение поездов | Сезонное обращение поездов | Сезонное обращение поездов | Сезонное обращение поездов |
| № поезда                   | Маршрут движения           | № поезда                   | Маршрут движения           |
| -------------------------- | -------------------------- | -------------------------- | -------------------------- |
| 459                        | Адлер — Тамбов             | 460                        | Тамбов — Адлер             |
| 505                        | Новороссийск — Тамбов      | 506                        | Тамбов — Новороссийск      |
| 513                        | Анапа — Тамбов             | 514                        | Тамбов — Анапа             |